# 瓦尔特·克劳松
瓦尔特·伊万诺维奇·克劳松（俄语：Вальтер Иванович Клаусон；1914年1月2日—1988年12月5日），苏联政治人物。曾任爱沙尼亚苏维埃社会主义共和国内政部公路局长；交通运输部长；部长会议第一副主席、主席等职务。

## 生平
- 1914年1月2日出生于圣彼得堡省普列奥布拉任斯基的一个工人家庭。
- 1928年-1929年，卢加工厂工人。
- 1929年-1930年，列宁格勒州铁路运输部公司工人。
- 1930年-1933年，卢加汽车和道路技术学校学习。
- 1933年-1940年，列宁格勒州机械和道路分队的技术经理、负责人、队长，沥青混凝土厂负责人；哈萨克苏维埃社会主义共和国、列宁格勒州、赤塔州、摩尔曼斯克州高速公路工程机电工程师。
- 1940年-1941年9月，爱沙尼亚苏维埃社会主义共和国公路建设工程师；塔林公路公司首席机械师。
- 1941年9月-1944年，苏联红军服役，任连长、工兵营长。在苏联军队开始大规模进攻之前，他监督了列宁格勒州，诺夫哥罗德州和普斯科夫州的桥梁建设和前线道路的修复。1943年加入联共（布）。在1944年的夏季和秋季进攻行动中，他参加了解放奥波奇卡、雷泽克内和塔尔图的战斗。
- 1944年，爱沙尼亚苏维埃社会主义共和国内政部公路局首席机械师。
- 1944年-1948年，爱沙尼亚苏维埃社会主义共和国内政部公路局副局长。
- 1948年-1953年7月，爱沙尼亚苏维埃社会主义共和国内政部公路局长。
- 1953年7月-10月，爱沙尼亚苏维埃社会主义共和国交通运输部长。
- 1953年10月-1954年9月，爱沙尼亚苏维埃社会主义共和国交通运输和公路部长。1953年毕业于苏联内政部领导干部高级培训班。
- 1954年9月-1961年10月，爱沙尼亚苏维埃社会主义共和国部长会议第一副主席。
- 1961年10月-1984年1月，爱沙尼亚苏维埃社会主义共和国部长会议主席。1965年毕业于苏共中央高级党校。
- 1984年1月起退休。享受莫斯科市联邦级个人养老金待遇。
- 1988年12月5日于莫斯科逝世，享年74岁。葬于塔林森林公墓。

克劳松是苏共22-26大代表；第22-26届中央候补委员；第5、10届苏联最高苏维埃民族院代表，第7-9届苏联最高苏维埃联盟院代表，第9-10届爱沙尼亚苏维埃社会主义共和国最高苏维埃代表。

## 荣誉
- 五次列宁勋章
- 十月革命勋章
- 劳动红旗勋章
- 各民族人民友谊勋章（1983）
- 一级卫国战争勋章
- 二级卫国战争勋章（1943）
- 红星勋章（1942）